# Свилайнис, Пранас Антано
Пранас Антано Свилайнис — советский литовский хозяйственный деятель, Герой Социалистического Труда.

## Биография
Родился в 1929 году в Куршишкесе. Член КПСС с 1973 года.
В 1958—1990 — фрезеровщик Вильнюсского завода счётных машин имени В. И. Ленина Министерства приборостроения, средств автоматизации и систем управления СССР.
Указом Президиума Верховного Совета СССР от 20 апреля 1971 года присвоено звание Героя Социалистического Труда с вручением ордена Ленина и золотой медали «Серп и Молот».
Депутат Верховного Совета Литовской ССР 9-10-го созывов.
Жил в Вильнюсе.

## Награды и звания
- Герой Социалистического Труда (20.04.1971)
- Орден Ленина (20.04.1971)
- Орден Знак Почёта (1966)